# Porcellio despaxi
Porcellio despaxi là một loài chân đều trong họ Porcellionidae. Loài này được Vandel miêu tả khoa học năm 1958.